# Bent Larsen (idrætsmand)
 For alternative betydninger, se Bent Larsen (flertydig). (Se også artikler, som begynder med Bent Larsen)
Bent Larsen (født 13 juli 1954 i Aalborg) er en forhenværende håndboldspiller og atlet, og medlem Aalborg HK (håndbold) samt AIK Vejgård og Aalborg AK (atletik)
Larsen deltog på det danske håndboldshold, der i 1976 blev nummer otte ved de olympiske lege i Montreal og han blev hele turneringens topscorer med 32 mål. Han var også topscorer 1978, 1979, 1980 og 1982 i den danske Håndboldliga.
Larsen vandt det danske mesterskab i spydkast fem gange og kastefemkamp en gang. Han har desuden DM-bronzemedaljer i diskoskast, kuglestød og vægtkast. I en periode var han indehaver af den danske rekord i spydkast på 78.32 meter, som også blev hans bedste resultat.
Bronzemedaljevinder ved junioreuropamesterskaberne i spydkast i 1973 med resultatet 73,46 meter. Han deltog også i diskoskast, hvor det blev til en 11.-plads med resultatet 45,38. Han havde også danske ungdomsrekordrer i hammerkast og stangspring.

## Danske mesterskaber i atletik
- 1976: Spydkast, 72.53 meter
- 1978: Spydkast, 74.03 meter
- 1979: Spydkast, 74.51 meter
- 1980: Spydkast, 72.50 meter
- 1981: Spydkast, 73.02 meter
- 1981: Kastefemkamp, 4091 point

## Dansk rekord i atletik
- Spydkast, 78.32 meter på Århus Stadion den 9. juli 1975